# Piotrków Pierwszy
Piotrków Pierwszy is een plaats in het Poolse district Lubelski, woiwodschap Lublin. De plaats maakt deel uit van de gemeente Jabłonna en telt 2500 inwoners.